# Perosa Canavese
Perosa Canavese là một đô thị ở tỉnh Torino trong vùng Piedmont, có vị trí cách khoảng 40 km về phía đông bắc của Torino, nước Ý. Tại thời điểm ngày 31 tháng 12 năm 2004, đô thị này có dân số 590 người và diện tích là 5,0 km².
Perosa Canavese giáp các đô thị: Pavone Canavese, Romano Canavese, San Martino Canavese, và Scarmagno.